# Allocosa sefrana
Allocosa sefrana là một loài nhện trong họ wolfspinnen (Lycosidae).
Loài này thuộc chi Allocosa. Allocosa sefrana được Ehrenfried Schenkel-Haas miêu tả năm 1937.